# Dead Still
Dead Still est une série télévisée irlando-canadienne en six épisodes de 42 minutes diffusée au Canada à partir du 15 mai 2020 sur Citytv et depuis le 18 mai 2020 sur Acorn TV. Elle est basée sur la pratique de la photographie post-mortem en vogue à la fin du XIXe siècle.
Cette série est inédite dans tous les pays francophones. La diffusion en France est prévue pour avril 2021 sur Canal+.

## Synopsis
En Irlande, dans les années 1880, un photographe spécialisé dans le portrait des proches décédés est confronté à des meurtres qui semblent liés à son travail.

## Distribution
- Michael Smiley : Brock Blennerhasset
- Aidan O'Hare : Frederick Regan
- Eileen O'Higgins (en) : Nancy Vickers
- Kerr Logan : Conall Malloy
- Jimmy Smallhorne (en) : Cecil Carruthers
- Mark Rendall : Percy Cummins
- Martin Donovan : Bushrod Whacker
- Aoife Duffin : Betty Regan
- Peter Campion : Henry Vickers

## Développement
La série est une co-production entre Deadpan Pictures (Irlande) et Shaftesbury Films (Canada). Elle est écrite par John Morton, et réalisée par Imogen Murphy (en) et Craig David Wallace. Paul Donovan est producteur exécutif.

## Épisodes
1. Photochemistry
2. Development
3. Daguerreotype
4. Camera Obscura
5. Snuff
6. Only Memories Remain